# Torymidae
Los torímidos o Torymidae son una familia de avispas de la superfamilia Chalcidoidea. Son de colores metálicos llamativos.  Hay más de 960 especies en 70 géneros distribuidos mundialmente. Tiene dos subfamilias: Megastigminae (con 174 especies) y Toryminae (con 808 especies); también hay un género fósil con 4 especies.

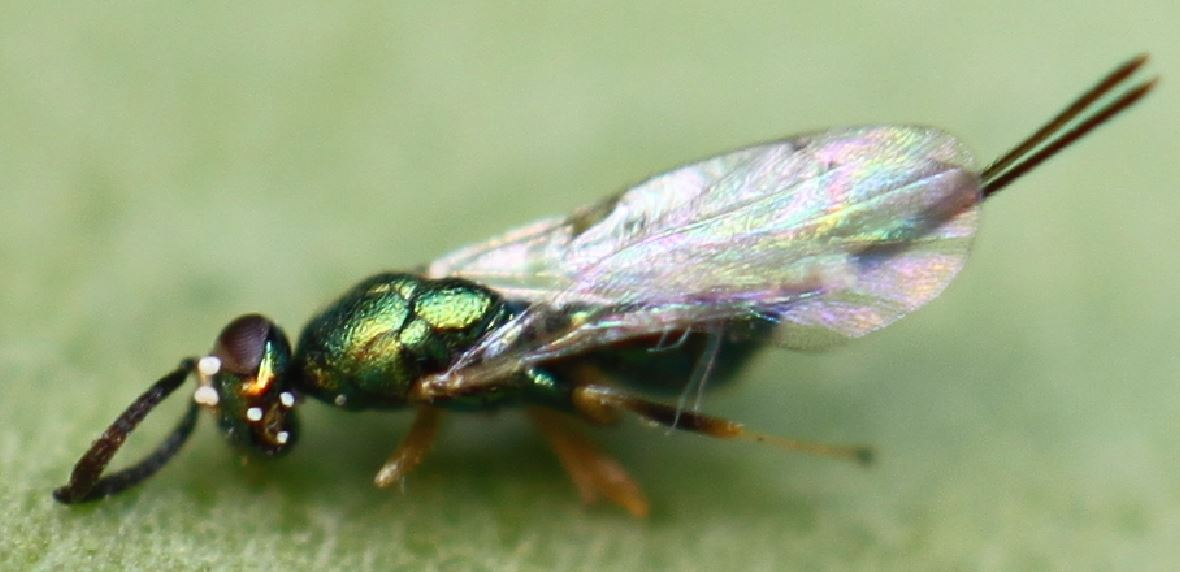
Torymus sp.

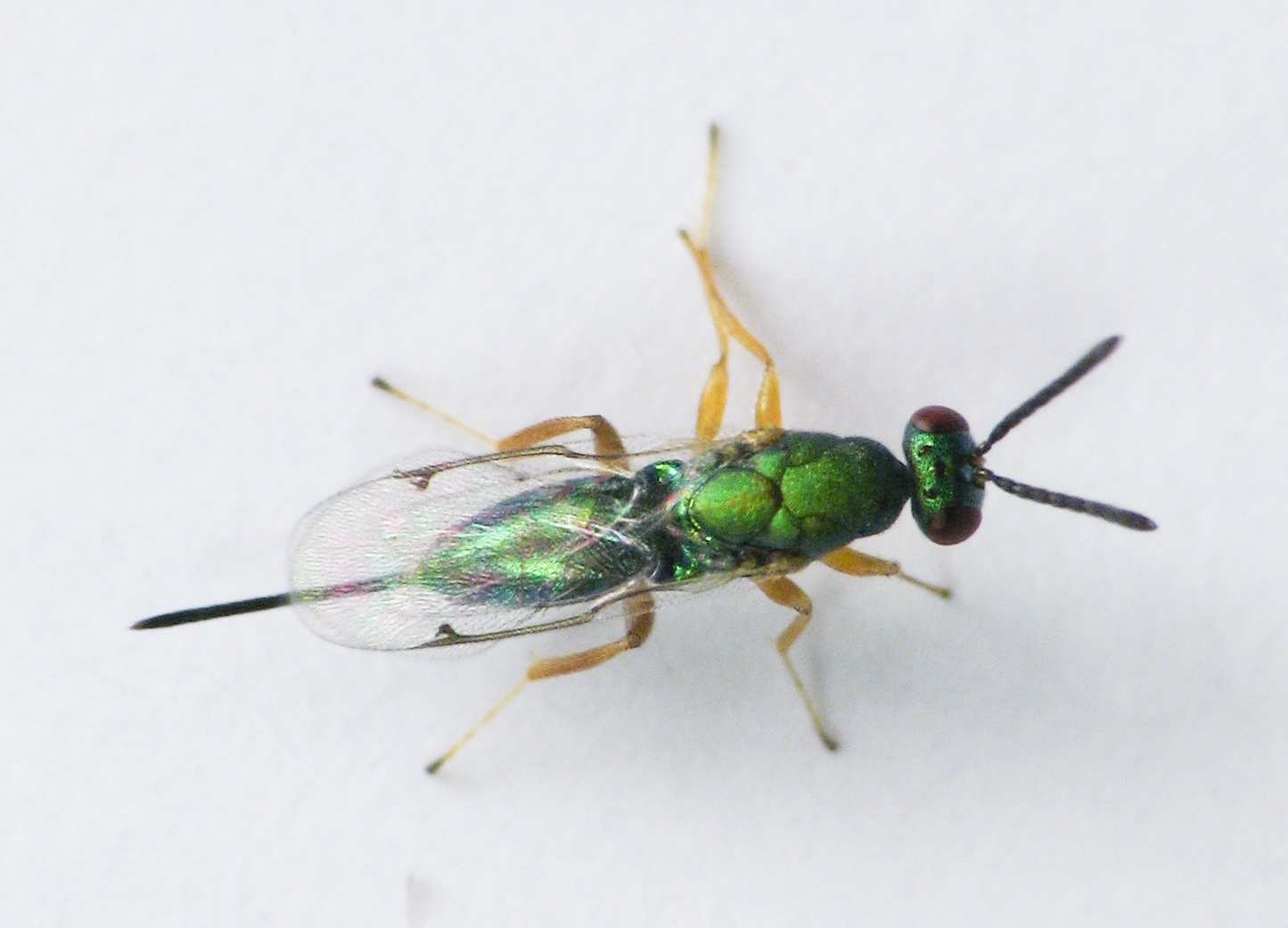
Torymus sp., hembra

Muchas especies son parasitoides de insectos que forman agallas; algunas son parasitoides de otros parasitoides y unas pocas son herbívoras, a veces usurpando las agallas formadas por otros insectos. Entre las Chalcidoidea se las distingue porque los cercos (apéndice en la extremidad del abdomen de los insectos) son visibles; suelen tener forma de papilas. El fémur de las patas posteriores suele ser marcadamente engrosado. El ovipositor es largo y puede ser más largo que el abdomen. Lo usan para perforar agallas u otros tejidos vegetales. En algunas especies, las hembras depositan huevos directamente en el capullo de la pupa que parasitan.